# Сучани (Мартин)
Сучани (слч. Sučany) насељено је мјесто са административним статусом сеоске општине (слч. obec) у округу Мартин, у Жилинском крају, Словачка Република.

## Становништво
| Година:    | 1994. | 2004.   | 2014.   | 2024.   |
| ---------- | ----- | ------- | ------- | ------- |
| Број људи: | 4412  | 4644    | 4661    | 4749    |
| Разлика:   |       | +5,25 % | +0,36 % | +1,88 % |

| Година:    | 2023. | 2024.   |
| ---------- | ----- | ------- |
| Број људи: | 4801  | 4749    |
| Разлика:   |       | -1,08 % |

Према подацима о броју становника из 2011. године насеље је имало 4.673 становника.